# 木原実 (政治家)
木原 実（きはら みのる、1916年3月1日 - 2010年1月18日）は、日本の歌人、詩人、政治家。

## 人物
愛媛県生まれ。1931年愛媛県立今治中学校中退。十代から労働運動に関わり、1935年治安維持法違反で逮捕。1942年応召、ソ満国境で敗戦を迎える。
1947年全国農業会主事補、日本農民組合中央執行委員、社会タイムス政経部長、日本社会党総務部長。1957年日中復交国民会議常任理事。
1967年の第31回衆議院議員総選挙において千葉県第1区で当選し、日本社会党の衆議院議員となる（以後1979年の第35回衆議院議員総選挙まで5回当選）。
1968年3月10日に成田空港問題を巡って市街地での衝突が発生した時（第2次成田デモ事件）には、空港建設反対派を支援する立場から「警察側の実力行使は完全に警察権行使の行き過ぎ」などとして、警察幹部の免職を求めた。
1969年に静岡県に代替空港を作るとした「木原私案」を出したが、前年には既に地元住民の条件賛成派との用地買収の覚書が交わされており、その頃には既に空港用地の測量も終わっていた。
1971年の成田空港予定地の代執行（第二次代執行）中に、新東京国際空港公団分室を訪問した時に警備員が遅参した木原を反対派と誤認して排除し、その際に負傷した。
1973年党千葉県本部委員長、1976年党顧問。1980年の第36回衆議院議員総選挙で落選。

## 著書
- 『向坂村塾』労働大学 労大新書 1964
- 『明治の社会主義者 堺利彦から山川均まで』労働大学 労大新書 1966
- 『働くものの人生論』労働大学 労大新書 1968
- 『漂う草 木原実詩集』土曜美術社 1975
- 『冬晴れの下で』土曜美術社 1975
- 『燎火の流れ わが草わけの社会主義者たち』オリジン出版センター 1977
- 『日本社会主義運動史』労働大学 労大新書 1977
- 『資本主義の揺らぐ日 木原実評論集』オリジン出版センター 1978
- 『アジア幻視行』オリジン出版センター 1979
- 『政治の右傾化と文化』労働大学 労大新書 1982
- 『木原実全詩集』オリジン出版センター 1986
- 『韋駄天 木原実歌集』芸術と自由社 1987
- 『笑う海 木原実歌集』潮汐社 現代語短歌文庫 1994

## 参考
- 『人事興信録』1995